# Marion Hallbauer
Marion Hallbauer (* 1957 in Zwickau) ist eine deutsche Illustratorin, Grafikerin und Malerin.
Hallbauer ist ausgebildete Erzieherin und Technische Zeichnerin und lebt in Kirchberg. Sie studierte Werbe- und Gebrauchsgrafik sowie autodidaktisch Malerei und Grafik im Fernstudium. Sie illustrierte Bücher und zeigte ihre Bilder bei Konzerten der Sängerin Juliane Werding.

## Werke
- In diesen kalten Zeiten. Grafik und Lyrik. Geest, Vechta-Langförden 2005, ISBN 3-937844-08-2.

Buchillustrationen
- Marinus Münster: Die Seuche. Kurzgeschichten. Geest, Vechta-Langförden 2006, ISBN 3-86685-011-5.
- Gudrun Kropp: Lass dich fallen … ins Leben. Carmen, Schongau 2006, ISBN 3-935477-05-8.
- Andreas Peters: Atemwege und Speiseröhren. Gedichte 2002 – 2003. Geest, Vechta-Langförden 2005, ISBN 3-937844-81-3.
- Birgit Oldenburg: Die Abenteuer des kleinen Sonnenstrahls. Geest, Vechta-Langförden 2005, ISBN 3-936389-92-6.
- Renate Finckh: Zwischen den Steinen ein blühendes Reis. Geest, Vechta 2004, ISBN 3-937844-41-4.
- Cornelia Eichner: Nachthaut. Erzählungen und Gedichte. Geest, Ahlhorn 2002, ISBN 3-936389-05-5.
- Agnes Gerstenberg: Die Sache mit dem Sinn. Geest, Ahlhorn 2001, ISBN 3-934852-93-9.